# Murray River Open 2021
Il Murray River Open 2021 è stato un torneo professionistico di tennis giocato sui campi in cemento. È stata la prima edizione dell'evento facente parte dell'ATP Tour 250 nell'ambito dell'ATP Tour 2021. Il torneo si è svolto al Melbourne Park di Melbourne, in Australia, dal 1º al 7 febbraio 2021.

## Partecipanti

### Teste di serie
| Nazionalità | Giocatore             | Ranking* | Testa di serie |
| ----------- | --------------------- | -------- | -------------- |
| Svizzera    | Stan Wawrinka         | 18       | 1              |
| Bulgaria    | Grigor Dimitrov       | 19       | 2              |
| Canada      | Félix Auger-Aliassime | 21       | 3              |
| Croazia     | Borna Ćorić           | 25       | 4              |
| Norvegia    | Casper Ruud           | 27       | 5              |
| Stati Uniti | Taylor Fritz          | 30       | 6              |
| Francia     | Ugo Humbert           | 32       | 7              |
| Regno Unito | Daniel Evans          | 33       | 8              |
| Italia      | Lorenzo Sonego        | 34       | 9              |
| Francia     | Adrian Mannarino      | 35       | 10             |
| Croazia     | Marin Čilić           | 43       | 11             |
| Spagna      | Albert Ramos Viñolas  | 46       | 12             |
| Australia   | Nick Kyrgios          | 47       | 13             |
| Francia     | Richard Gasquet       | 48       | 14             |
| Stati Uniti | Tommy Paul            | 53       | 15             |
| Ungheria    | Márton Fucsovics      | 55       | 16             |

* Ranking al 25 gennaio 2021.

### Altri partecipanti
I seguenti giocatori hanno ricevuto una wildcard per il tabellone principale:
- Andrew Harris
- Jason Kubler
- Blake Mott
- Li Tu

Il seguente giocatore è entrato in tabellone con il ranking protetto:
- Thanasi Kokkinakis

Il seguente giocatore è entrato in tabellone con il alternate:
- Harry Bourchier

### Ritiri
Prima del torneo
- Alejandro Davidovich Fokina → sostituito da  Yūichi Sugita
- João Sousa → sostituito da  James Duckworth
- Bernard Tomić → sostituito da  Harry Bourchier

Durante il torneo
- Jiří Veselý
- Stan Wawrinka

## Partecipanti al doppio

### Teste di serie
| Nazione     | Giocatore         | Nazione     | Giocatore         | Ranking* | Testa di serie |
| ----------- | ----------------- | ----------- | ----------------- | -------- | -------------- |
| Croazia     | Nikola Mektić     | Croazia     | Mate Pavić        | 10       | 1              |
| Paesi Bassi | Wesley Koolhof    | Polonia     | Łukasz Kubot      | 14       | 2              |
| Stati Uniti | Rajeev Ram        | Regno Unito | Joe Salisbury     | 27       | 3              |
| Brasile     | Marcelo Melo      | Romania     | Horia Tecău       | 31       | 4              |
| Francia     | Jérémy Chardy     | Francia     | Fabrice Martin    | 60       | 5              |
| Belgio      | Sander Gillé      | Belgio      | Joran Vliegen     | 75       | 6              |
| Regno Unito | Ken Skupski       | Regno Unito | Neal Skupski      | 84       | 7              |
| Brasile     | Marcelo Demoliner | Messico     | Santiago González | 92       | 8              |

* Ranking aggiornato al 25 gennaio 2021.

### Altri partecipanti
Le seguenti coppie hanno ricevuto una wildcard per il tabellone principale:
- James Duckworth /  Marc Polmans
- Andrew Harris /  Alexei Popyrin

La seguente coppia è entrato in tabellone come alternate:
- Harry Bourchier /  Jason Kubler

La seguente coppia è entrato in tabellone con il rankig protetto:
- Mackenzie McDonald /  Tommy Paul

### Ritiri
Prima del torneo
- Juan Ignacio Londero /  Jiří Veselý → sostituiti da  Harry Bourchier /  Jason Kubler

## Punti e montepremi
| Torneo              | V        | F        | SF       | QF      | 3T      | 2T      | 1T      |
| Singolare           | 250      | 150      | 90       | 45      | 20      | 10      | 0       |
| Premi in denaro (€) | 19 500 € | 13 255 € | 10 000 € | 7 400 € | 5 500 € | 4 000 € | 2 500 € |
| Doppio              | 250      | 150      | 90       | 45      | N.D.    | 20      | 0       |
| Premi in denaro (€) | 7 200 €  | 5 760 €  | 4 560 €  | 3 360 € | N.D.    | 2 160 € | 1 200 € |

## Campioni

### Singolare
Daniel Evans ha sconfitto in finale  Félix Auger-Aliassime con il punteggio di 6–2, 6–3.
- È stato il primo titolo in carriera per Evans.

### Doppio
Nikola Mektić /  Mate Pavić hanno sconfitto in finale  Jérémy Chardy /  Fabrice Martin con il punteggio di 7–6(2), 6–3.